# الدوري الفنلندي الممتاز 2008
الدوري الفنلندي الممتاز 2008 (بالفنلندية: Veikkausliigan kausi 2008)‏ هو موسم من الدوري الفنلندي الممتاز. فاز فيه إنتر توركو.